# Cristóbal López Romero
Cristóbal López Romero SDB (ur. 19 maja 1952 w Vélez-Rubio) – hiszpański duchowny rzymskokatolicki, salezjanin, arcybiskup Rabatu od 2017, administrator apostolski sede vacante archidiecezji Tangeru w latach 2019–2022, kardynał prezbiter od 2019, przewodniczący Konferencji Episkopatów Regionu Afryki Północnej (CERNA) od 2022.

## Życiorys
Od dwunastego roku życia związany z salezjanami, w którym to zakonie złożył w 1968 pierwsze śluby, zaś sześć lat później śluby wieczyste. W 1973 rozpoczął studia filozoficzno-teologiczne w salezjańskim seminarium w Barcelonie, a następnie dziennikarskie na Uniwersytecie Autonomicznym w Barcelonie.
Święcenia kapłańskie otrzymał 19 maja 1979. Piastował m.in. funkcję prowincjała w Paragwaju (1994-2000), w Boliwii (2011-2014) oraz w hiszpańskiej Inspektorii Maryi Wspomożycielki (2014-2018).

### Episkopat
29 grudnia 2017 papież Franciszek mianował go arcybiskupem stołecznej archidiecezji Rabat. Sakry biskupiej udzielił mu 10 marca 2018 arcybiskup Barcelony, kard. Juan José Omella Omella.
1 września 2019 podczas modlitwy Anioł Pański papież Franciszek ogłosił, że mianował go kardynałem. 5 października 2019 na konsystorzu w bazylice św. Piotra kreował go kardynałem prezbiterem, a jako kościół tytularny nadał mu kościół św. Leona. 16 lutego 2020 uroczyście objął swój kościół tytularny w Rzymie.
15 lutego 2022 wybrano go na przewodniczącego Konferencji Episkopatów Regionu Afryki Północnej (CERNA). Brał udział w konklawe 2025, które wybrało papieża Leona XIV.